# گیلاس مدرج
گیلاس مدرج (به انگلیسی: Conical measure) یکی از ابزارهای آزمایشگاهی شیشه ایست که برای برداشتن یا تعیین حجم مایعات استفاده می شود(البته دقت آن از ابزارهایی چون استوانه مدرج و پیپت کمتر است).
امروزه استفاده از این ابزار در آزمایشگاه های شیمی منسوخ شده است.

## ساختار
این وسیله عمدتاً از  شیشه بورو سیلیکاتی ساخته می‌شود اما نمونه های پلاستیکی آن نیز یافت می شود.
این ابزار ساختاری مخروطی شکل دارد که قاعده مخروط آن در بالا و از پایین نیز به وسیله یک پایه روی زمین قرار می گیرد.درجه بندی این وسیله بسیار دقیق نمی باشد و وسیله ای نمادین است.

## تاریخچه
این وسیله آزمایشگاهی توسط ابوریحان بیرونی اختراع شد.